# Френдли (Мериленд)
Френдли (енгл. Friendly) насељено је место без административног статуса у америчкој савезној држави Мериленд.

## Демографија
По попису из 2010. године број становника је 9.250, што је 1.688 (-15,4%) становника мање него 2000. године.
| Група             | 2000.         | 2010.         |
| Белци             | 1.425 (13,0%) | 589 (6,4%)    |
| Афроамериканци    | 8.496 (77,7%) | 7.362 (79,6%) |
| Азијати           | 619 (5,7%)    | 439 (4,7%)    |
| Хиспаноамериканци | 239 (2,2%)    | 703 (7,6%)    |
| Укупно            | 10.938        | 9.250         |